# Vuze
Vuze, tidigare känt som Azureus, är en BitTorrent-klient utvecklad av Vuze, Inc.

## Mediadelning
Plattformen Vuze tillåter användarna att dela videofiler och annat material ungefär som Youtube, men Vuze fokuserar på högupplöst material. Man skall också kunna köpa material över Vuze. Azureus, Inc hävdar att de har slutit avtal med 12 TV-, film- och mediebolag.

I december 2006 berättade BBC att hundratals avsnitt av deras program skall finnas tillgängligt över Vuze.
Annat material som finns på Vuze förutom film är spel och musik. Spelen är begränsade med en viss speltid och går att köpa för fullversioner.

## Inbyggda egenskaper
Nedan finns en kort lista över de viktigaste egenskaperna som programmet har inbyggt. En komplett lista hittas på den officiella webbplatsen.
- Hantera flera torrentfiler samtidigt
- Begränsa ner- och uppladdningshastigheten
- Sätta avancerade uppladdningsregler
- Använder bara en inkommande port
- Kan använda UPnP
- Kan använda proxy
- Inbyggd tracker
- 34 olika språk
- Strömma media till andra enheter[3].

## Plugins
Nedan finns en lista över de mest populära "plugins" som kan köras i programmet. En komplett lista finns på den officiella webbplatsen.
- Autospeed ändrar uppladdningshastigheten beroende på hur mycket bandbredd det finns tillgängligt
- Automatisk nerladdning av torrentfiler via RSS
- Använda ett schema på hur mycket ner- och uppladdningshastigheten ska vara på en viss tid på dygnet
- Mottag ett e-postmeddelande när nerladdningen är klar
- Country Locator säger från vilket land användarna som är kopplade till dig är ifrån
- Användargränssnitt för att kunna kontrollera vuze från en annan plats via webbsidor
- 3D View visar svärmen i 3D

## Licens
Vuze är som de tidigare versioner av Azuerus under GPL-licens, medan plattformen, vuze.com, går under Vuze-license.

### Fotnoter
1. ↑  ”Device Playback”. http://www.vuze.com/features/device. Läst 31 oktober 2013.